# Adonis

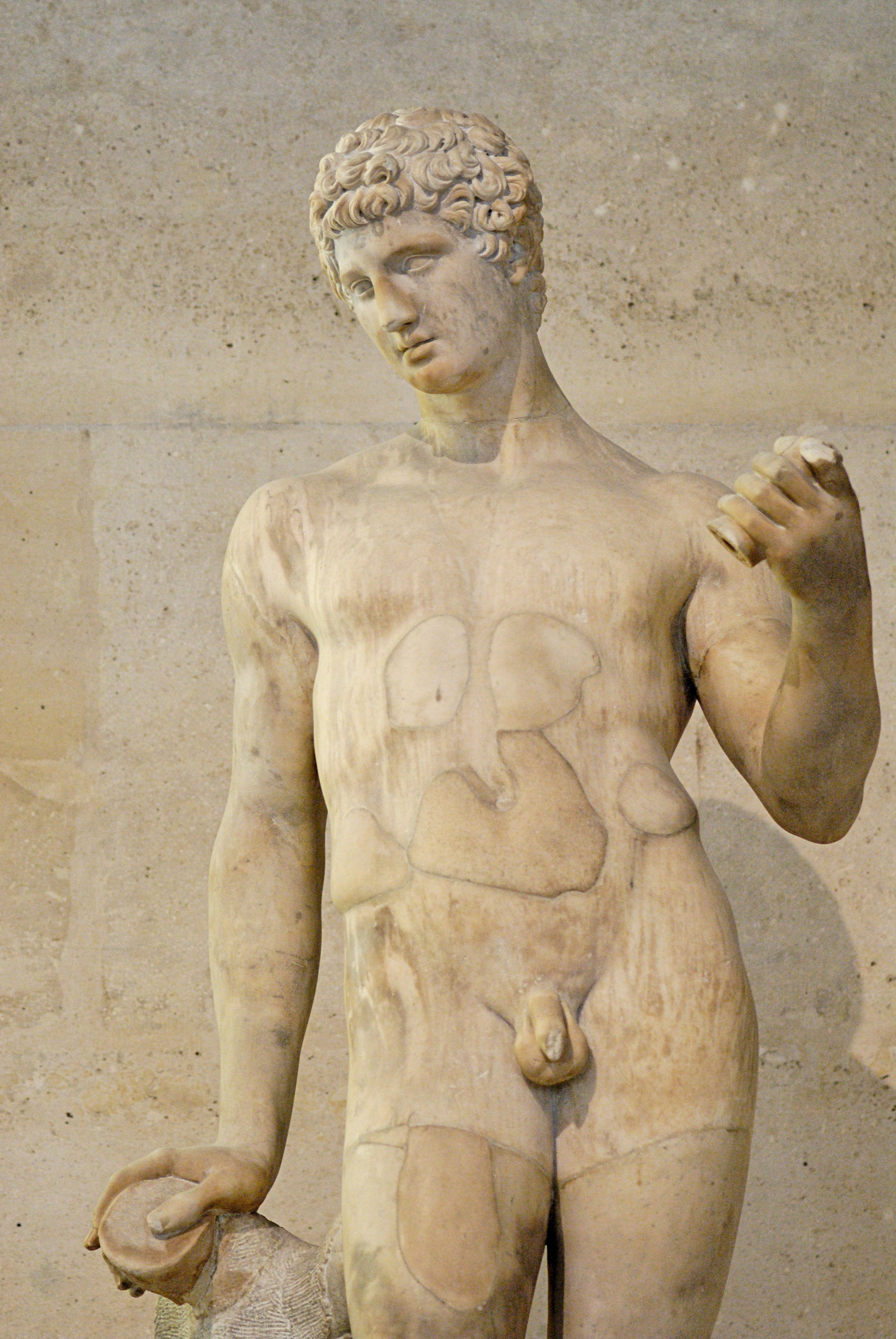
Adonis, römischer Torso, restauriert und vollendet von François Duquesnoy, heute im Louvre von Paris

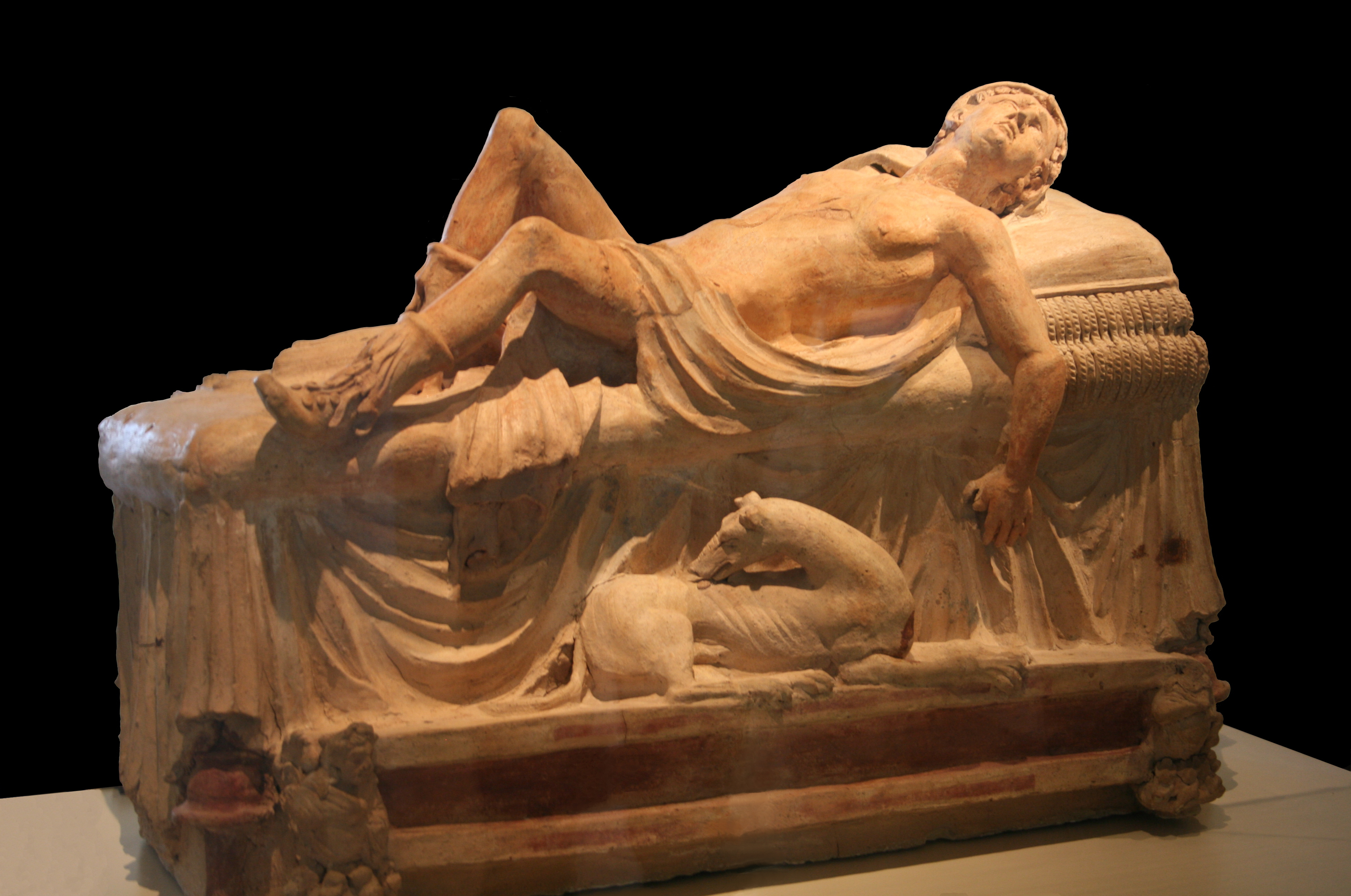
Der Tod des Adonis, Museo Gregoriano Etrusco (Vatikanstadt)

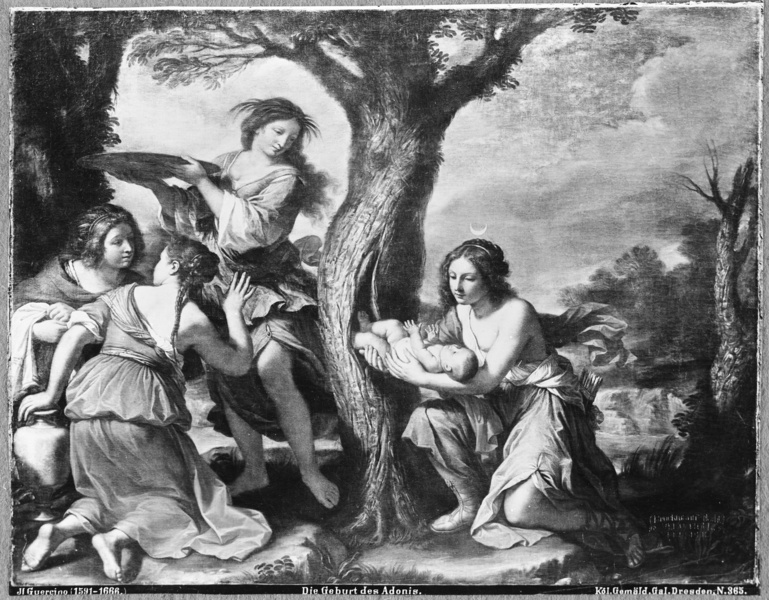
Die Geburt des Adonis aus dem Myrrhenbaum, zugeschrieben Guercino. Dresden, Staatliche Kunstsammlungen Dresden

Adonis (altgriechisch Ἄδωνις Ádōnis) ist eine Gestalt aus der vorderorientalischen, griechischen und römischen Mythologie und war ursprünglich wohl ein syro-phönizischer Vegetationsgott.

## Herkunft
Vermutlich kommt die Gestalt des Adonis aus dem semitisch-sprachigen Raum, weil sein Name von nordwestsemitisch Adon „Herr“ abgeleitet ist. Nach anderer Auffassung ist er ursprünglich eine phrygische Gottheit, deren Mythos aber schon früh rund um das Mittelmeer verbreitet war. Er ist auch sehr dem Inanna/Dumuzi-Mythos ähnlich. In Etrurien, wo er oft als Begleiter von Turan dargestellt wurde, war Adonis unter dem Namen Atunis bekannt.

## Mythos

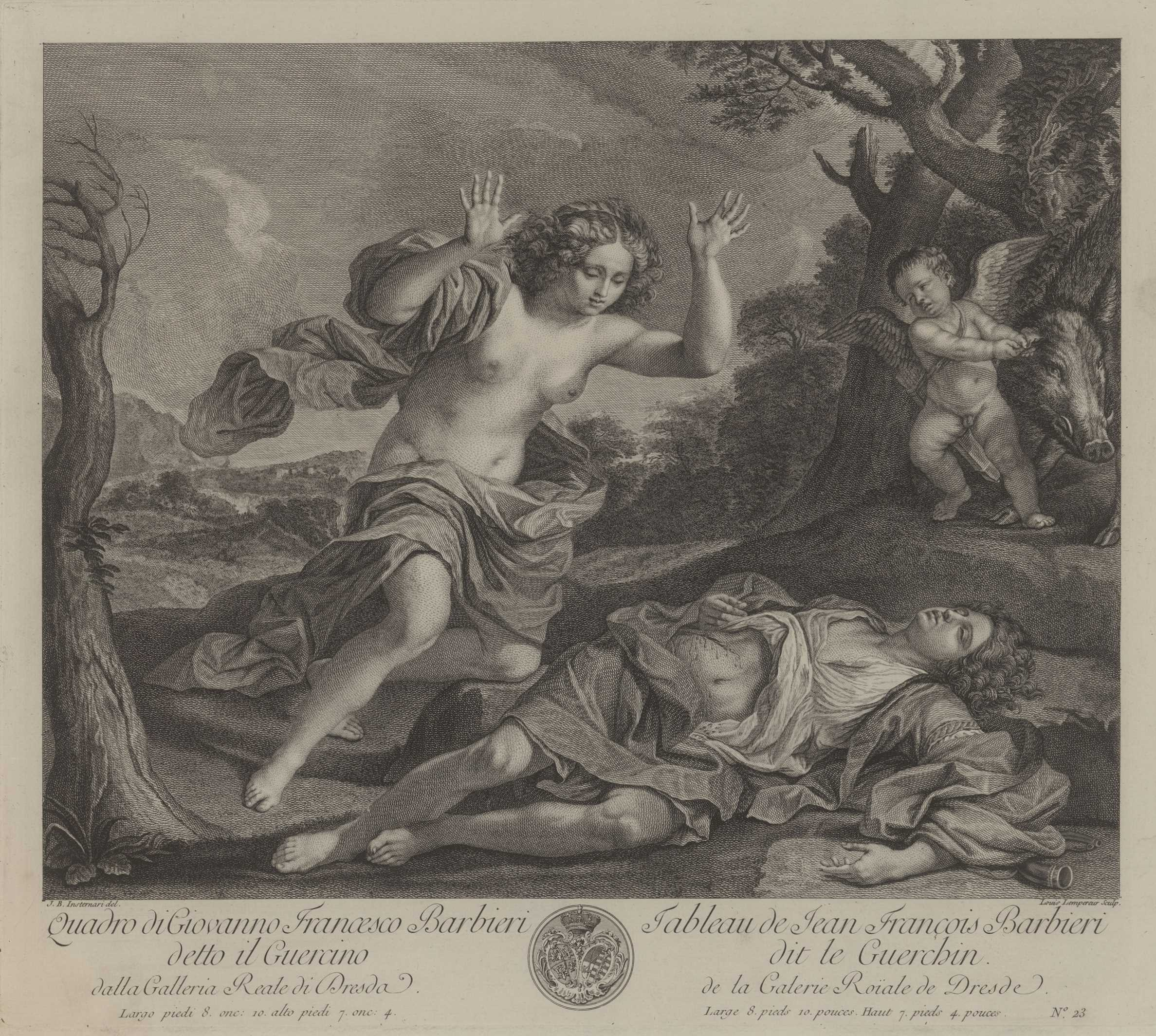
Venus an der Leiche des Adonis, Kupferstich nach einem Gemälde von Guercino

In der griechischen Mythologie ist Adonis das Sinnbild der Schönheit und der Vegetation und einer der Geliebten der Aphrodite (oder ihrer römischen Entsprechung Venus). Er wird als wunderschöner Jüngling beschrieben. Ihre Liebe musste Aphrodite allerdings mit Persephone teilen. Zeus verfügte, dass Adonis jeweils den dritten Teil seiner Zeit bei Aphrodite oder Persephone leben sollte. Über das restliche Drittel konnte er frei verfügen.
Nachdem der eifersüchtige Ares (oder seine römische Entsprechung Mars), der sich in einen wütenden Eber verwandelt hatte, Adonis verfolgt und schwer verwundet hatte, starb Adonis in den Armen Aphrodites. Diese ließ sein auf die Erde tropfendes Blut sich zu einem roten Adonisröschen (Adonis flammea) verwandeln und richtete Spiele zu Gedenken des Toten ein.
Es gibt verschiedene Fassungen dieses Mythos, bei denen Adonis stirbt, ohne sich mit Aphrodite zu vereinigen, und sein Blut Blumen oder einen Fluss im Frühjahr rot färbt. An Stelle von Ares/Mars erscheint auch Apoll.

## Abstammung
Zur Abstammung des Adonis existieren unterschiedliche Versionen:
- Sohn der Myrrha (Smyrna) und ihres Vaters, König Kinyras von Assyrien. Weil Myrrha Aphrodite nicht gebührend huldigte, wurde sie von der Liebesgöttin in blinde Liebe zu ihrem Vater versetzt. Mit der Hilfe ihrer Amme gelang es Myrrha, sich ins Schlafgemach ihres Vaters zu schleichen, ohne dass dieser sie erkannte. Als die Wahrheit ans Licht kam und sich der Vater des begangenen Inzests bewusst wurde, wollte er seine Tochter töten. Diese wurde jedoch von den Göttern in einen Myrrhenbaum verwandelt. Der Baum sprang nach zehn Monaten auf und brachte Adonis hervor, der von Nymphen aufgezogen wurde.[7]
- Sohn der Alphesiboia (Arsinoë) und des Phoinix.[8]

## Deutung
Jules Michelet identifiziert Adonis, Bacchus und Sabas als orgiastische Götter, die in Rom hauptsächlich von Sklaven und Frauen verehrt wurden.

## Rezeption
- Venus and Adonis, Verserzählung von William Shakespeare (1593); siehe WikiSource und william-shakespeare.classic-literature.co.uk
- Venus und Adonis, Gemälde von Peter Paul Rubens (um 1610)
- Adone, Oper von Jacopo Peri (1611)
- Adone, Epos in 45.000 Versen von Giambattista Marino (1623)
- Adone, Oper von Claudio Monteverdi (1639)
- La púrpura de la rosa, Oper, libretto von Pedro Calderón de la Barca, Musik von Juan Hidalgo de Polanco (1660)
- Venus and Adonis, Oper von John Blow (1683)
- Venus, oder die siegende Liebe, Oper von Georg Bronner (1694)
- Der geliebte Adonis, Oper von Reinhard Keiser (1697)
- Vénus et Adone, Oper von Henry Desmarets (1697)
- La púrpura de la rosa, Oper, libretto von Pedro Calderón de la Barca, Musik von Tomás de Torrejón y Velasco (1701)
- Venus and Adonis, Oper von Johann Christoph Pepusch (1715)
- Venus und Adonis, Skulptur von Antonio Canova (1794)
- Venus und Adonis, Oper von Hans Werner Henze (1997)

## Namensgeber
Nach Adonis als Sinnbild eines Schönheitsideals ist der Adonis-Komplex benannt. Dagegen bezieht sich der deutsche Name frühe Adonisjungfer für Pyrrhosoma nymphula weniger auf deren Gestalt als auf ihre – blutroten Blüten von Adonisröschen wie Adonis aestivalis ähnliche – Färbung.